# Cirrus fibratus
Cirrus fibratus са вид перести облаци, част от семейството на високите облаци и са разположени най-високо в тропосферата.
Името им произлиза от латинската дума за влакно, т.е. те имат влакнеста форма. Наподобяват Cirrus uncinus, но не наподобяват снопчета и не завършват с кукички. Нишките обикновено се разделят една от друга.
В полярните области височината на долната граница на тези облаци е най-ниска. Тя е между 3000 и 7600 m. Над тропичния пояс се разполагат на най-високо – от 6100 до 18 000 m. В умерените ширини варира между 5000 и 14 000 m. Образуват се при ниски температури и се състоят от ледени кристали.
Индикатор са за приближаващ топъл фронт, но въпреки това хубавото време може и да продължи.